# Мелинда Гейтс
Мели́нда Ан Гейтс (на английски: Melinda Ann Gates, родена на 15 август 1964 г. като Мелинда Ан Френч) – е американска предприемачка и филантроп, съпруга на Бил Гейтс. Съучредител и съпредседател е на Фондация на Бил и Мелинда Гейтс, преди това е била мениджър на отдела по продажби в Майкрософт за редица продукти, включително Publisher, Microsoft Bob, Encarta и Expedia.

## Биография
Мелинда е родена в Далас (щат Тексас). Тя е второто от четирите деца, родени в семейството на инженера Реймънд Джозеф Френч – младши и домакинята Илейн Агнес Емерланд. Има по-голяма сестра и двама по-малки братя. Мелинда, католичка по вероизповедание, учи в католическото училище на света Моника, където е най-добрата ученичка в класа. В 1982 г. тя завършва Урсулинската академия (девическо католическо училище в Далас), като е студентката, произнесла прощалната реч. През 1986 г. тя получава степен бакалавър в областта на компютърните науки и икономика в Университета „Дюк“, а през 1987 г. – степен магистър по бизнес администрация в бизнес-училището Фукуа при университета „Дюк“.
Скоро след това тя започва работа в Майкрософт и участва в разработката на много мултимедийни продукти на компанията, включително Publisher, Microsoft Bob, Encarta и Expedia.
През 1994 г. тя се омъжва за Бил Гейтс. Сватбената церемония е на остров Ланаи (Хавайски острови). Скоро след това тя напуска Майкрософт, за да се отдаде на семейството. Мелинда и Бил Гейтс имат три деца: дъщери Дженифър Катрин Гейтс (1996) и Фиби Адел Гейтс (2002), а също син Рори Джон Гейтс (1999). Съпрузите живеят в голяма вила на брега на езерото Вашингтон в щата Вашингтон.
От 1996 до 2003 г. Мелинда Гейтс е член на Съвета на попечителите на университета „Дюк“. Взема участие в конференциите на Билдърбергския клуб, а също е член на съвета на директорите на компанията „Вашингтон Поуст“. В 2006 г. тя напуска съвета на Drugstore.com, за да отделя повече време на Фондацията на Бил и Мелинда Гейтс.
Към 2009 г. Мелинда и Бил Гейтс са вложили във фондацията повече от 24 милиарда долара.

## Награди и признание
През декември 2005 г. Мелинда и Бил Гейтс са назовани от списание Time хора на годината заедно с Боно. На 4 май 2006 г. Мелинда и Бил Гейтс получават Наградата на принца на Астурия за международно сътрудничество в знак на признание за тяхното влияния за мира чрез благотворителността им. През ноември 2006 г. Мелинда и Бил Гейтс са наградени с Орден на Ацтекския орел от мексиканското правителство за тяхната благотворителна дейност по целия свят в областите на здравеопазването и образованието, в частност в Мексико и в частност в програмата Un país de lectores (Страна на читателите).
През 2006 г. Мелинда заема 12-о място в списъка на Стоте най-влиятелни жени на списанието Forbes, през 2007 г. – 24-то, през 2008 г. – 40-о, през 2014 – трето, през 2017 – трето.
През 2015 г. е наградена с третата по висота гражданска награда на Индия Падма Бхушан.